# لحم الأيل
لحم الأيل (بالإنجليزية: Venison)‏ مصطلح يشير إلى لحم الأيل (أو الظباء في جنوب إفريقيا).  

## الصفات
يؤكل لحم الأيل كما شرائح اللحم، وله نكهة تشبه لحم البقر. تميل قطع لحم الأيل إلى أن تكون ذات قوام أنعم وأن تكون أصغر حجمًا من قطع اللحم البقري.
يعتبر لحم الأيل من اللحوم الصحية نسبيًا للاستهلاك البشري؛ نظرًا لأن الأيائل حيوانات برية بطبيعتها تعيش على العشب والنباتات البرية، فيمكن استهلاك لحومها كجزء من نظام غذائي صحي بشكل طبيعي. ولحم الأيل أعلى من اللحوم الأخرى في البروتين، وانخفاض في السعرات الحرارية، والكولسترول، والدهون.

## التوفر

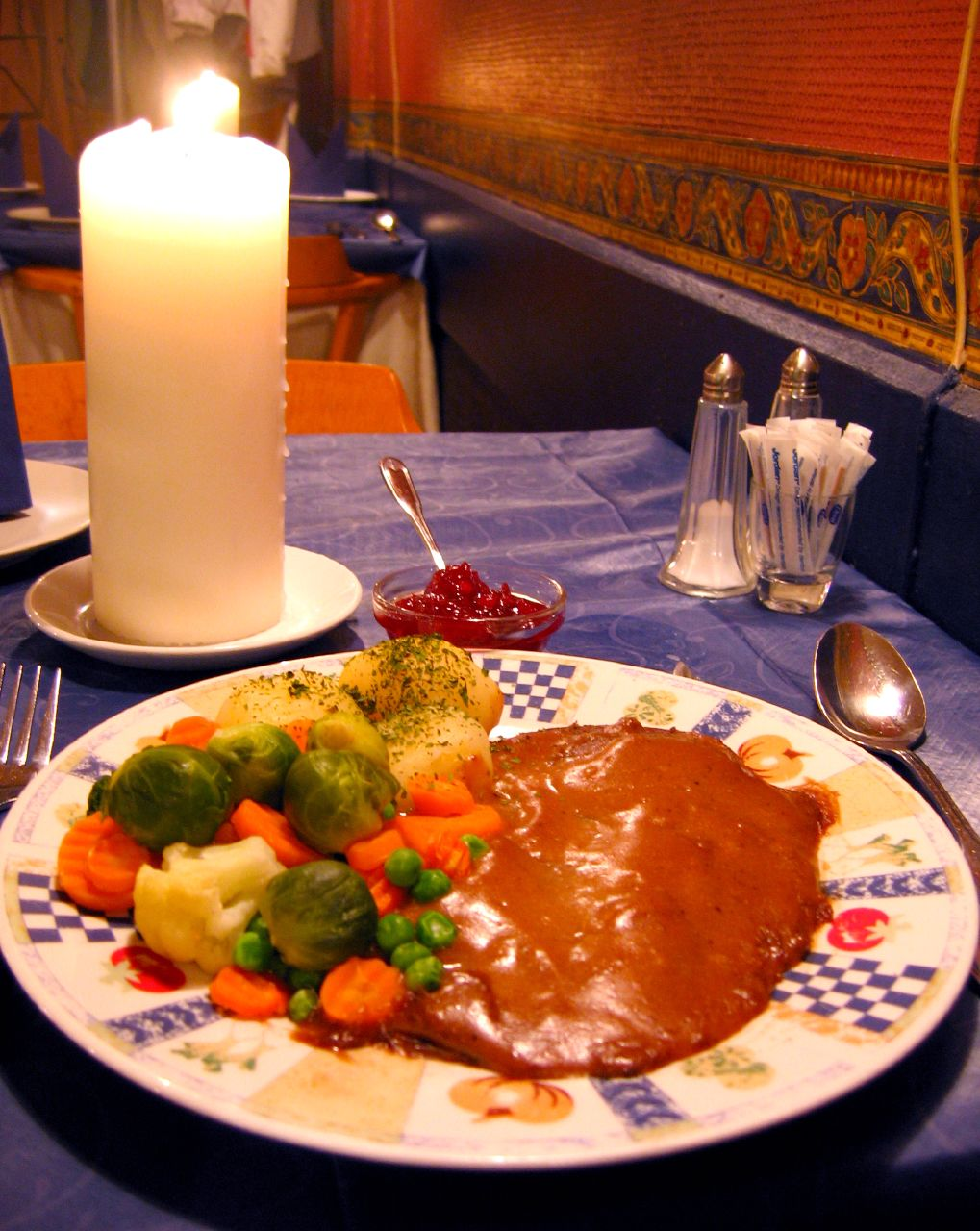
طبق نرويجي

### إنجلترا
في إنجلترا، قُيِّد صيد الأيائل. ونتيجة لذلك، يتم تنظيم حيازة وبيع لحم الأيل بموجب القانون الإنجليزي.

### التشيك
لحم الأيل ولحوم الطرائد الأخرى جزء من المطبخ التقليدي وعادة ما يتم تناولها. غالبًا ما تكون الأطباق مثل غولاش الأيائل موجودة في قوائم المطاعم. وتتوفر مجموعة متنوعة من لحوم الأيائل، في محلات الجزارة في حالة طازجة، وأسعار لحم الأيل مماثلة لسعر لحوم البقر أو لحم الخنزير، ويبلغ سعره حوالي 200 كرونة تشيكية أو 8 يورو للكيلوغرام.

### أمريكا الشمالية
في الولايات المتحدة، لحم الأيل أقل شيوعًا في البيع بالتجزئة بسبب اشتراط فحص الحيوان لأول مرة بواسطة مفتشي وزارة الزراعة الأمريكية. ومعظم الأيائل التي تباع في الولايات المتحدة تأتي من نيوزيلندا وتسمانيا.